# Parti ukrainien des socialistes indépendantistes
Le Parti ukrainien des socialistes indépendantistes (UPSS) est un parti politique ukrainien fondé à Kiev le 30 décembre 1917 par des membres de l'ancien Parti ukrainien du Peuple et des officiers de l'Armée de la République populaire ukrainienne.
Dans son organe hebdomadaire Samostiinyk, apparu à Kiev en 1918, l'UPSS réclama la proclamation immédiate de l'indépendance de l'Ukraine. Même si le Parti préconisa un programme social, notamment tourné vers les paysans et les ouvriers, ce dernier s'opposa en pratique au secrétariat général de la Rada centrale en critiquant ses positions socialistes et libérales ainsi que sa politique d'ouverture envers les minorités ethniques.
Néanmoins, au moment du coup d'État de l'hetman Pavlo Skoropadsky, le Parti ukrainien des socialistes indépendantistes rejoint l'Union national ukrainienne formée en août 1918. Le représentant accrédité auprès du Directoire d'Ukraine fut Opanas Andriievsky, représentant de l'UPSS et dont ses ministres, en vertu de cette union, obtinrent des portefeuilles au sein du Conseil des ministres de la République nationale ukrainienne jusqu'en avril 1919.
Cependant, d'autres membres du Parti ukrainien des socialistes indépendantistes, insatisfait de la politique du gouvernement de la République populaire ukrainienne dirigée par Borys Martos et soutenant l'idée de créer une dictature militaire pour lutter contre la Russie soviétique, soutinrent l'otaman Volodymyr Oskilko et son coup d'État à Rivne en avril 1919, qui échoua.
Par la suite, l'UPSS n'eut quasiment plus d'influence. Ses membres rejoinrent une éphémère coalition, créée à Vienne (Autriche) en 1921, anti-socialiste hostile à Simon Petlioura. En 1923, les membres du Parti ukrainien des socialistes indépendantistes préconisèrent la coopération avec le régime polonais, perdant ainsi leur dernier soutien. Le parti s'écroula en 1926.